# Номжа (селище)
Номжа (рос. Номжа) — селище в Нейському районі Костромської області Російської Федерації.
Населення становить 570 осіб. Входить до складу муніципального утворення Номженське сільське поселення.

## Історія
У 1936-1944 роках населений пункт належав до Ярославської області. Від 1944 року належить до Костромської області.
Від 2007 року входить до складу муніципального утворення Номженське сільське поселення.

## Населення
| 2008 | 2010 | 2012 | 2013 | 2014 | 2015 | 2016 |
| ---- | ---- | ---- | ---- | ---- | ---- | ---- |
| 731  | ↗744 | ↘723 | ↘699 | ↘666 | ↘661 | ↘645 |
| 2017 | 2018 | 2019 | 2020 |      |      |      |
| ↘621 | ↘595 | ↘572 | ↘570 |      |      |      |